# نشان ملی اقلیم کردستان عراق
نشان ملی اقلیم کردستان عراق (کردی: نیشانی هه‌رێمی کوردستان‎، ت. «Nîşana Herêma Kurdistanê») دارای یک عقاب جمهوری‌خواه است که خورشیدی را بر بال‌های خود نگه داشته و رسماً توسط اقلیم کردستان عراق مورد استفاده قرار می‌گیرد.